# Toxotes microlepis
Bản mẫu:Outdated

Cá tô-xốt vảy nhỏ (Danh pháp khoa học: Toxotes microlepis) là một loài cá vược thuộc chi Toxotes. Tên của nó là do vảy của loài này nhỏ hơn so với những loài bà con khác. Kích thước tối đa mà chúng có thể đạt được là lên đến 15 xen-ti-mét (5,9 inch). Chúng sinh sống ở vùng biển Ấn Độ - Thái Bình Dương. Chúng có thể sinh sống ở nước ngọt và nước lợ.

## Mô tả
Cá tô-xốt vảy nhỏ có một cái miệng nhọn và đôi mặt to. Lưng thì phẳng và mặt bụng thì cong. Nó chỉ có một cái vây lưng, ở đó có bốn đến năm cái gai. Cái thứ tư thì dài hơn cái thứ ba, cái thứ hai thì ngắn hơn cái thứ ba. Chúng có 40 đến 42 đường vảy dù có một vài mẫu vật tìm thấy ở sông Mê Công thì có 34 đến 37.
Tương tự như các loài bà con, loài cá này có những sọc màu tối, hình nhọn hoặc là đốm ở hai bên thân, có thể có ánh vàng hoặc ánh bạc. Trong tự nhiên thì nó có thể đạt đến chiều dài 15 xen-ti-mét (5,9 inch) và trong môi trường nuôi nhốt thì chúng đạt kích thuốc nhỏ hơn là 12 xen-ti-mét (4,7 inch). Đôi khi, nó bị nhầm lẫn với Toxotes jaculatrix.

## Thức ăn
Nó có thể ăn côn trùng sống ở trên cạn (nếu bị nó bắn xuống), ấu trùng côn trùng, động vật giáp xác và động vật phù du.

## Phân bố và môi trường sống
Cá tô-xốt vảy nhỏ sinh sống ở những con sông lớn và cửa sông của châu Á và Ấn Độ - Thái Bình Dương. Chúng phân bố ở khắp lưu vực sông Mê Công và sông Chao Phraya những vùng nước của Malay Peninsula, Sumatra và Borneo. Chúng có thể được tìm thấy ở gần bờ biển và vùng nước đứng. Loài cá này không di chuyển đến vùng nước mặn Cá tô-xốt vảy nhỏ cũng có mõi ngắn hơn các loài cá mang rỗ khác.. Ngược dòng từ cửa sông, cá tô-xốt vây nhỏ thường được tìm thấy nhiều hơn những loài của nó.